# ERA E
ERA E (ERA E-Type, ERA Type E) — английский гоночный автомобиль компании English Racing Automobiles.

## История
В 1938 году было выпущено 2 автомобиля с номерами GP1 и GP2. Принимали участие в  Гран-при Великобритании 1950. Стартовали: Питер Уокер за рулем  ERA E GP1 с 10 позиции на старте, и Лесли Джонсон за команду T.A.S.O. Mathieson на ERA E GP2 с 12 позиции. На втором круге из-за поломки нагнетателя сошел Лесли Джонсон, а Тони Ролт заменил  Питера Уокера, и сошел на 5 круге из-за неисправности коробки передач.